# 陈道蓄
陈道蓄（1947年—），男，中国计算机科学家，南京大学教授、计算机系原主任，中国计算机学会会士。